# 共享體
共享字型是一系列支援Unicode編碼的字型，尤其是為韓文而做。它由Sandoll通訊及Fontrix設計，並由NAVER發行。當中包含了黑體（Gothic）、明體（Myeongjo）、鋼筆書寫體和軟筆書寫體。
共享字型成為了韓文版Ubuntu Linux 12.04的基本字型。此外，Mac OS X 10.7 Lion.裏也包含了四個共享字型。
共享字型以開源字型授權（Open Font License）1.1.發佈，屬自由軟體。其名稱“共享（나눔）”意為“自由分享”，與不開放原始碼的共享軟體之涵義恰好相反。

## 另見
- Sandoll
- Ubuntu 12.04 字体
- Fontrix

## 外部連結
- 共享字型 （页面存档备份，存于）
- Nanum Gothic coding font